# Thông mộc
Thông mộc hay còn gọi là cuồng Trung quốc, cuồng ít gai (danh pháp khoa học: Aralia chinensis) là một loài thực vật có hoa trong Họ Cuồng. Loài này được L. mô tả khoa học đầu tiên năm 1753.